# Laborel
 (août 2020).
Laborel est une commune française située dans le département de la Drôme en région Auvergne-Rhône-Alpes.
Ses habitants sont dénommés les Laborellois.

## Géographie

### Localisation
Laborel appartient à la Drôme provençale, qui regroupe le quart sud de la Drôme où l'influence provençale devient prédominante dans le paysage et la culture locale.

Le village est situé à 8 km d'Orpierre, 19 km de Séderon, 22 km de Laragne, 43 km de Buis-les-Baronnies et 60 km de Nyons.

### Relief et géologie
La commune regroupe le fond de la vallée du Céans, et est fermée au sud, à l'ouest et au nord par des chaînes de montagnes culminant à Chamouse (1 532 m) entre lesquelles des cols permettent le passage vers les communes voisines[réf. nécessaire].
Sites particuliers :
- Col de la Berche (1206 m)
- Col de l'Adrechon (937 m)
- Col de Perty (1302 m)
- le Bosquet (1066 m)
- le Puy (1107 m)
- Montagne de Chamouse
- Montagne de l'Arsuc (1461 m)
- Montagne d'Herc
- Montagne de Tuen (1301 m)
- Serre d'Embrun
- Serre Maracousta

### Hydrographie
La commune est arrosée par les cours d'eau suivants :
- le Céans[1] : il coule vers l'est en direction du département des Hautes-Alpes avant de rejoindre le Buëch à Eyguians ;
- Ravin de Chivau[1] ;
- Ravin de Lescufier[1] ;
- Ravin des Blaches[1] ;
- Ravin du Grand Adret[1] ;
- Ruisseau des Armoux[2].

### Climat
Pour des articles plus généraux, voir Climat d'Auvergne-Rhône-Alpes et Climat de la Drôme.
En 2010, le climat de la commune est de type climat méditerranéen altéré, selon une étude du CNRS s'appuyant sur une série de données couvrant la période 1971-2000. En 2020, Météo-France publie une typologie des climats de la France métropolitaine dans laquelle la commune est exposée à un climat de montagne ou de marges de montagne et est dans la région climatique  Alpes du sud, caractérisée par une pluviométrie annuelle de 850 à 1 000 mm, minimale en été. 
Pour la période 1971-2000, la température annuelle moyenne est de 9,8 °C, avec une amplitude thermique annuelle de 16,6 °C. Le cumul annuel moyen de précipitations est de 969 mm, avec 7,3 jours de précipitations en janvier et 4,7 jours en juillet. Pour la période 1991-2020, la température moyenne annuelle observée sur la station météorologique de Météo-France la plus proche, sur la commune de Séderon à 11 km à vol d'oiseau, est de 9,7 °C et le cumul annuel moyen de précipitations est de 1 032,4 mm,. Pour l'avenir, les paramètres climatiques de la commune estimés pour 2050 selon différents scénarios d'émission de gaz à effet de serre sont consultables sur un site dédié publié par Météo-France en novembre 2022.

### Voies de communication et transports
La route des Princes d'Orange, d'Orange à Orpierre, traverse la commune de Laborel[réf. nécessaire].

## Urbanisme

### Typologie
Au 1er janvier 2024, Laborel est catégorisée commune rurale à habitat très dispersé, selon la nouvelle grille communale de densité à 7 niveaux définie par l'Insee en 2022.
Elle est située hors unité urbaine et hors attraction des villes,.

### Occupation des sols
L'occupation des sols de la commune, telle qu'elle ressort de la base de données européenne d’occupation biophysique des sols Corine Land Cover (CLC), est marquée par l'importance des forêts et milieux semi-naturels (72 % en 2018), en diminution par rapport à 1990 (74,1 %). La répartition détaillée en 2018 est la suivante : 
forêts (54 %), zones agricoles hétérogènes (26,5 %), milieux à végétation arbustive et/ou herbacée (16,5 %), cultures permanentes (1,5 %), espaces ouverts, sans ou avec peu de végétation (1,5 %). L'évolution de l’occupation des sols de la commune et de ses infrastructures peut être observée sur les différentes représentations cartographiques du territoire : la carte de Cassini (XVIIIe siècle), la carte d'état-major (1820-1866) et les cartes ou photos aériennes de l'IGN pour la période actuelle (1950 à aujourd'hui).

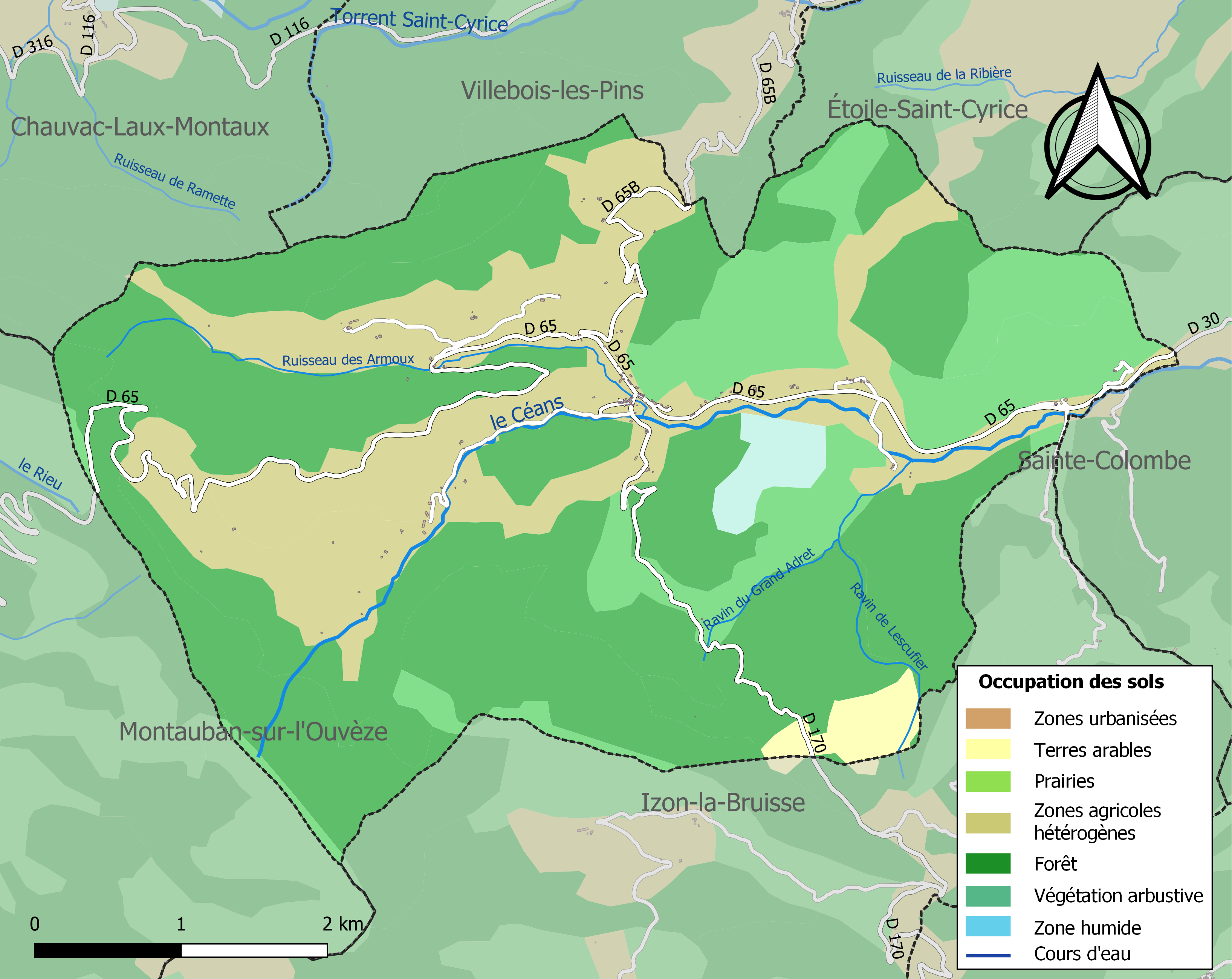
Carte des infrastructures et de l'occupation des sols de la commune en 2018 (CLC).

### Morphologie urbaine
Le village est situé dans un cirque, au confluent du Céans et de l'un de ses affluents, le ruisseau des Armoux.
L'habitat est semi-dispersé, avec un village d'environ 70 habitants et des regroupements de fermes dans les zones agricoles de la commune.

#### Quartiers, hameaux et lieux-dits
Site Géoportail (carte IGN) :
- Allemand
- Arnaud
- Builande
- Buisson
- Chalet
- Château Vieux
- Chilane
- Côte Charabre
- Côte Rare
- Coutton
- Darboux
- Déméans
- Fontomée
- Francou
- Goutaillet
- Grand Trou
- Grange de Pellet
- Jouve
- la Boudousse
- la Chainiée
- la Falette
- la Montagne
- la Tuilière
- la Tussie
- le Moulin
- le Plan
- le Ruinas
- les Armoux
- les Combes (est)
- les Combes (nord)
- les Combes (sud)
- les Espinets
- les Eyssenières
- le Vialard
- Louriou
- l'Ubac des Armoux
- Privoux
- Rouyens
- Saint-Martin
- Terre des Sagnes
- Touisse
- Trois Fontaines

## Toponymie

### Attestations
Dictionnaire topographique du département de la Drôme :
- 1291 : castrum de Leborello (inventaire des dauphins, 231).
- 1317 : castrum de Laborello (Valbonnais, II, 165).
- 1516 : mention de la paroisse : cura de Leborello (pouillé de Gap).
- 1606 : mention de la paroisse : la cure de Labourel (rôle de décimes).
- 1788 : La Bourel (alman. du Dauphiné).
- 1891 : Laborel, commune du canton de Séderon.

### Étymologie
Origine obscure : le toponyme est peut-être issu de Leporellus, un nom d'homme latin dérivé de lepor, lepus « lièvre »[réf. nécessaire].

## Histoire

### Préhistoire
Site archéologique (premier niveau).

### Protohistoire
Site archéologique (deuxième niveau).

### Antiquité: les Gallo-romains
Site archéologique (troisième niveau).

### Du Moyen Âge à la Révolution
La seigneurie :
- Au point de vue féodal, Laborel était une terre des barons de Mévouillon.
- 1256 : elle est hommagée aux comtes de Provence.
- Dès 1270, une partie appartient aux dauphins.
- 1288 (ou 1388) : les dauphins acquiert le reste.
- 1289 (ou 1389) : le tout est cédé aux Bérenger-Sassenage en échange de la terre d'Izeron.
- 1382 : la terre est vendue à Pierre Gillin.
- Elle passe (par héritage) aux Bardonenche.
- Vendue aux Pactis.
- 1450 : vendue aux Cizerin.
- 1484 : passe aux Gruel.
- 1603 : vendue aux La Tour-Gouvernet.
- Peu après : recouvrée par les Gruel.
- Vers 1750 (ou 1699[réf. nécessaire]) : passe (par mariage) aux Achard-Ferrus de Sainte-Colombe, derniers seigneurs.

Dès 1658, une école est attestée dans le village[réf. nécessaire].
Sous l'Ancien Régime, la communauté gérait ses affaires de manière autonome, tous les habitants ayant part à l'assemblée du village qui était bien fréquentée.
Avant 1790, Laborel était une communauté de l'élection de Montélimar, de la subdélégation et du bailliage du Buis.

Elle formait une paroisse du diocèse de Gap. Avant le XVIIe siècle, le service paroissial se faisait dans l'église de Saint-Martin qui était celle d'un prieuré de l'ordre de Saint-Benoît, dépendant du prieuré de Lagrand (Hautes-Alpes). Cette église, ayant été ruinée, fut alors remplacée par une autre dédiée au saint Rosaire. Les dîmes de la paroisse appartenaient au prieur de Lagrand qui présentait à la cure.

### De la Révolution à nos jours
En 1790, la commune est comprise dans le canton de Montauban. La réorganisation de l'an VIII (1799-1800) la place dans le canton de Séderon.
Au XIXe siècle, Laborel est profondément touché par l'exode rural[réf. nécessaire].
Le 14 juin 1871 à 20 heures, une météorite atterrit sur la commune. Deux pierres de 2,66 et 0,91 kg ne furent découvertes qu'en 1895.
1914-1918 : la commune manque d'être complètement vidée de ses habitants par la Première Guerre mondiale[réf. nécessaire].

## Politique et administration

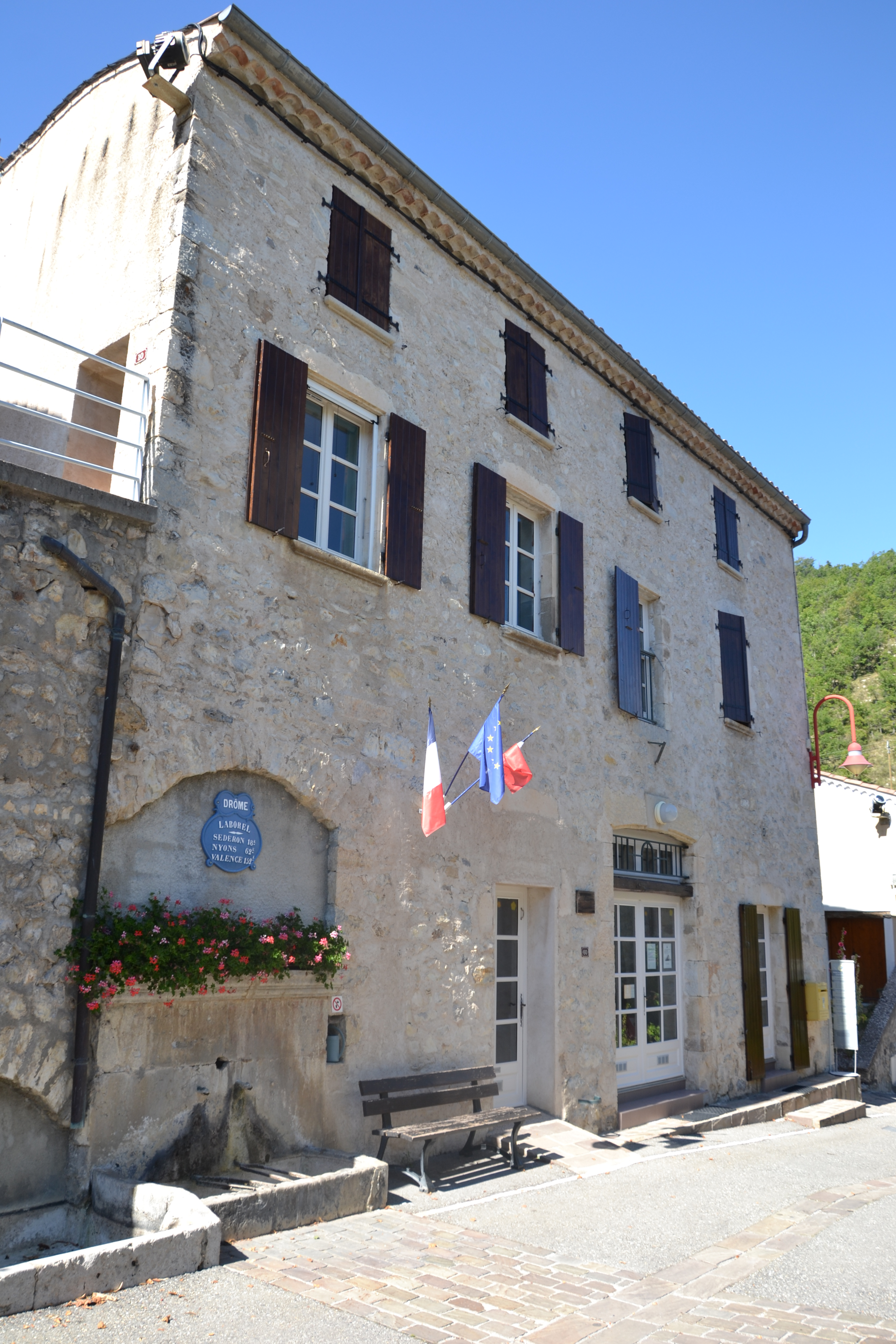
Mairie de Laborel.

### Liste des maires
| Période                                                                      | Période                     | Identité                         | Étiquette | Qualité                                                                 |
| ---------------------------------------------------------------------------- | --------------------------- | -------------------------------- | --------- | ----------------------------------------------------------------------- |
| Les données manquantes sont à compléter. : de la Révolution au Second Empire |                             |                                  |           |                                                                         |
| 1790                                                                         | 1871                        | ?                                |           |                                                                         |
| Les données manquantes sont à compléter. : depuis la fin du Second Empire    |                             |                                  |           |                                                                         |
| 1871                                                                         | 1874                        | ?                                |           |                                                                         |
| 1874                                                                         | 1878                        | ?                                |           |                                                                         |
| 1878                                                                         | 1884                        | ?                                |           |                                                                         |
| 1884                                                                         | 1888                        | ?                                |           |                                                                         |
| 1888                                                                         | 1892                        | ?                                |           |                                                                         |
| 1892                                                                         | 1896                        | ?                                |           |                                                                         |
| 1896                                                                         | 1900                        | ?                                |           |                                                                         |
| 1900                                                                         | 1904                        | ?                                |           |                                                                         |
| 1904                                                                         | 1908                        | Louis Maigre                     | PRS       | conseiller d'arrondissement (Canton de Séderon) puis conseiller général |
| 1908                                                                         | 1911                        | Louis Maigre                     |           | maire sortant décédé en cours de mandat                                 |
| 1911 (élection ?)                                                            | 1919                        | ?                                |           |                                                                         |
| 1912                                                                         | 1919                        | ?                                |           |                                                                         |
| 1919                                                                         | 1925                        | ?                                |           |                                                                         |
| 1925                                                                         | 1929                        | ?                                |           |                                                                         |
| 1929                                                                         | 1935                        | ?                                |           |                                                                         |
| 1935                                                                         | 1945                        | ?                                |           |                                                                         |
| 1945                                                                         | 1947                        | ?                                |           |                                                                         |
| 1947                                                                         | 1953                        | ?                                |           |                                                                         |
| 1953                                                                         | 1959                        | ?                                |           |                                                                         |
| 1959                                                                         | 1965                        | ?                                |           |                                                                         |
| 1965                                                                         | 1971                        | ?                                |           |                                                                         |
| 1971                                                                         | 1977                        | ?                                |           |                                                                         |
| 1977                                                                         | 1983                        | ?                                |           |                                                                         |
| 1983                                                                         | 1989                        | ?                                |           |                                                                         |
| 1989                                                                         | 1995                        | ?                                |           |                                                                         |
| 1995                                                                         | 2001                        | Myriam Jouve                     |           | chef d'entreprise                                                       |
| 2001                                                                         | 2008                        | Myriam Jouve                     |           | maire sortante                                                          |
| 2008                                                                         | 2014                        | Myriam Jouve                     |           | maire sortante                                                          |
| 2014                                                                         | 2020                        | Jean-Louis Pascal                | DVG       | retraité                                                                |
| 2020                                                                         | En cours (au 19 avril 2021) | Renée Maoui[source insuffisante] |           |                                                                         |

### Rattachements administratifs et électoraux

#### Intercommunalité
Laborel fait partie :
- de 1994 à 2017, de la communauté de communes interdépartementale des Baronnies ;
- à partir du 1er janvier 2017, de la communauté de communes Sisteronais-Buëch[réf. nécessaire].

## Population et société

### Démographie
En 2022 , la commune de Laborel comptait 114 habitants. À partir du XXIe siècle, les recensements réels des communes de moins de 10 000 habitants ont lieu tous les cinq ans. Les autres chiffres sont des estimations.
| 1793 | 1800 | 1806 | 1821 | 1831 | 1836 | 1841 | 1846 | 1851 |
| ---- | ---- | ---- | ---- | ---- | ---- | ---- | ---- | ---- |
| 640  | 664  | 616  | 590  | 630  | 588  | 594  | 570  | 592  |

| 1856 | 1861 | 1866 | 1872 | 1876 | 1881 | 1886 | 1891 | 1896 |
| ---- | ---- | ---- | ---- | ---- | ---- | ---- | ---- | ---- |
| 527  | 500  | 462  | 436  | 459  | 470  | 454  | 421  | 385  |

| 1901 | 1906 | 1911 | 1921 | 1926 | 1931 | 1936 | 1946 | 1954 |
| ---- | ---- | ---- | ---- | ---- | ---- | ---- | ---- | ---- |
| 368  | 345  | 297  | 269  | 273  | 245  | 210  | 180  | 161  |

| 1962 | 1968 | 1975 | 1982 | 1990 | 1999 | 2006 | 2011 | 2016 |
| ---- | ---- | ---- | ---- | ---- | ---- | ---- | ---- | ---- |
| 138  | 110  | 94   | 102  | 123  | 112  | 102  | 109  | 104  |

| 2021 | 2022 | - | - | - | - | - | - | - |
| ---- | ---- | - | - | - | - | - | - | - |
| 109  | 114  | - | - | - | - | - | - | - |

### Santé
Le Centre Hospitalier le plus proche est celui de Sisteron, situé à 41 km, dans les Alpes-de-Haute-Provence.

### Manifestations culturelles et festivités
- Fête : le deuxième dimanche d'octobre[14].
- Une fête votive est organisée chaque été. La lavande y est à l'honneur[réf. nécessaire].
- Tous les deux ans, Laborel organise une journée des métiers anciens où l'on peut voir quelles étaient les activités dans un petit village de Haute-Provence en 1900[réf. nécessaire].

### Loisirs
- Pêche et chasse[14].
- Randonnées : GR de Pays Tour des Baronnies Provençales[1].

## Économie

### Agriculture
En 1992 : champignons, lavande (distillerie), tilleul, ovins, apiculture (miel).

### Tourisme
- Un peu de tourisme : un hôtel-restaurant est ouvert en été[réf. nécessaire].
- Station d'été[14].

## Culture locale et patrimoine

### Lieux et monuments
- Église du Saint-Rosaire de Laborel (agrandie)[14].

### Patrimoine naturel
La commune fait partie du Parc naturel des Baronnies provençales créé en 2014.

### Héraldique, logotype et devise
|  | Laborel possède des armoiries dont l'origine et le blasonnement exact ne sont pas disponibles. |